# Rhinella abei
Rhinella abei és una espècie d'amfibi de la família dels bufònids que es troba al Brasil. Viu als boscos humits de clima tropical i subtropical, rius i aiguamolls d'aigua dolça. Està amenaçada per la pèrdua del seu hàbitat natural.